# Phantasy Star
 (août 2025).
Si vous disposez d'ouvrages ou d'articles de référence ou si vous connaissez des sites web de qualité traitant du thème abordé ici, merci de compléter l'article en donnant les références utiles à sa vérifiabilité et en les liant à la section « Notes et références ».
Phantasy Star (ファンタシースター, Fantashī Sutā) est une série de jeux vidéo de rôle créée par Sega. La série débute en 1987 avec la sortie de Phantasy Star. Chaque épisode se déroule dans un univers de science-fiction et propose de combattre avec des armes à feu en plus des armes blanches et de magies récurrentes au genre.
La série se subdivise en trois branches distinctes : Phantasy Star regroupe les épisodes de type RPG traditionnel, alors que Phantasy Star Online regroupe les épisodes de type MMORPG, jouables en ligne. Elle est souvent considérée comme la première grande série en ligne sur console.
La série Phantasy Star Universe regroupe des épisodes à la fois du type MMORPG, jouables en ligne et à la fois un mode solo totalement indépendant, jouable Hors ligne.

## Historique de la saga
Phantasy Star sort sur Master System le 20 décembre 1987 et est l'une des premières cartouches à inclure une mémoire interne destinée à sauvegarder la partie du joueur. Le jeu est étonnant (surtout si on le compare à la plupart des autres jeux Master System) et propose une vue « à la première personne » lors des labyrinthes et un affichage s'approchant des jeux en 3D qui sortiront plus tard. Alis, l'héroïne du jeu, voit son frère Nero se faire tuer et décide de se venger. Le jeu débute dans une mégapole futuriste dans un système solaire composé de trois planètes nommé Algol. Après la traversée aventureuse de nombreux labyrinthes souterrains, le joueur a la possibilité de voyager sur d'autres planètes pour la suite de sa quête.
Contrairement à Final Fantasy où chaque épisode est indépendant et se place dans un nouvel univers, tous les épisodes de Phantasy Star s'ajoutent et renforcent l'univers posé dans les précédents. La saga complète regroupe à l'heure actuelle 3 univers différents, composés chacun de plusieurs épisodes. Des hors-séries complètent de temps en temps le scénario. Des points communs apparaissent tout de même dans tous les épisodes, comme les objets, armes. Des noms sont également récurrents dans la série comme Landeel, Tylor ou Rutsu.
Il fait l'objet d'adaptations. Un animé Phantasy Star Online 2: Episode Oracle en 25 épisodes sort en 2020.

## Les différentes séries
La série principale est composée de quatre épisodes : Phantasy Star I, II, III et IV. Trois hors-séries viennent également compléter le scénario : PS Gaiden, PS Adventure et PS II : Text Adventures. La totalité de cette série principale se passe dans le Système d'Algol. C'est le nom d'une étoile qui forme l’œil de la Gorgone dans la constellation de Persée. Elle est ici entourée de trois planètes : Palma, Motavia et Dezoris. Une quatrième planète apparaît également tous les 1000 ans : Rykros. L'histoire parle d'Alis et de ses descendants, combattant une puissance maléfique venue des ténèbres : Dark Force.
La série Online est composée de plusieurs titres et extensions de jeu se passant sur la planète Ragol. Cette série raconte l'histoire de colons qui tentent d'habiter le nouveau foyer de l'humanité. Cependant, ils tombent sur une forme de vie extra dimensionnelle, Dark Falz, qui va tenter de les empêcher de mener à bien leur projet.
La série Universe est composée de 5 épisodes, à travers quatre jeux et une extension. Elle se passe dans le système de Gurhal qui est composé de trois planètes : Parum, Moatoob et Neudaiz. Une quatrième planète fait également son apparition dans l'Episode 3 : Rykros. Cela raconte l'histoire complexe d'une équipe de mercenaires combattant une organisation pro-humain qui utilise les SEEDS, une forme de vie agressive attirée par l'énergie fossile A-Photon, pour assouvir leur suprématie.

### Liste des jeux
- Phantasy Star (Master System, 1987/Mega Drive, 1992)
- Phantasy Star II (Mega Drive, 1989)
- Phantasy Star II : Text Adventures (Sega Meganet, 1990)
- Phantasy Star III: Generations of Doom (Mega Drive, 1991)
- Phantasy Star Adventure (Game Gear, 1992)
- Phantasy Star Gaiden (Game Gear, 1992)
- Phantasy Star IV: The End of the Millennium (Mega Drive, 1994)
- Phantasy Star Collection (Saturn, 1998)
- Phantasy Star Online (Dreamcast, PC, 2001)
- Phantasy Star Online version 2 (Dreamcast, 2002)
- Phantasy Star Collection (Game Boy Advance, 2002)
- Phantasy Star Online: Episode I and II (GameCube, Xbox, 2002)
- Phantasy Star Online: Episode I and II Plus (GameCube, 2003)
- Phantasy Star Generation: 1 (PlayStation 2, 2003)
- Phantasy Star Online: Blue Burst (PC, 2004)
- Phantasy Star Online Episode III: C.A.R.D. Revolution (GameCube, 2004)
- Phantasy Star: Generation 2 (PlayStation 2, 2005)
- Phantasy Star Online Blue Burst: Episode IV (PC, 2005)
- Phantasy Star Universe (PC, PlayStation 2, Xbox 360, 2006)
- Phantasy Star Universe: Ambition of the Illuminus (PC, PlayStation 2, Xbox 360, 2007)
- Phantasy Star Complete Collection (PlayStation 2, 2008)
- Phantasy Star Portable (PlayStation Portable, 2008)
- Phantasy Star 0 (Nintendo DS, 2008)
- Phantasy Star Universe: Ambition of the Illuminus Update (PC, PlayStation 2, 2009)
- Phantasy Star Portable 2 (PlayStation Portable, 2009)
- Phantasy Star Portable 2 Infinity (PlayStation Portable, 2011)
- Phantasy Star Online 2 (PC, Xbox One, PlayStation 4 et Nintendo Switch, 2012)
- Phantasy Star Nova (PlayStation Vita, 2014)
- Phantasy Star Online 2 New Genesis (PC, Xbox One, Playstation 4, 2020)